# Tinnetal

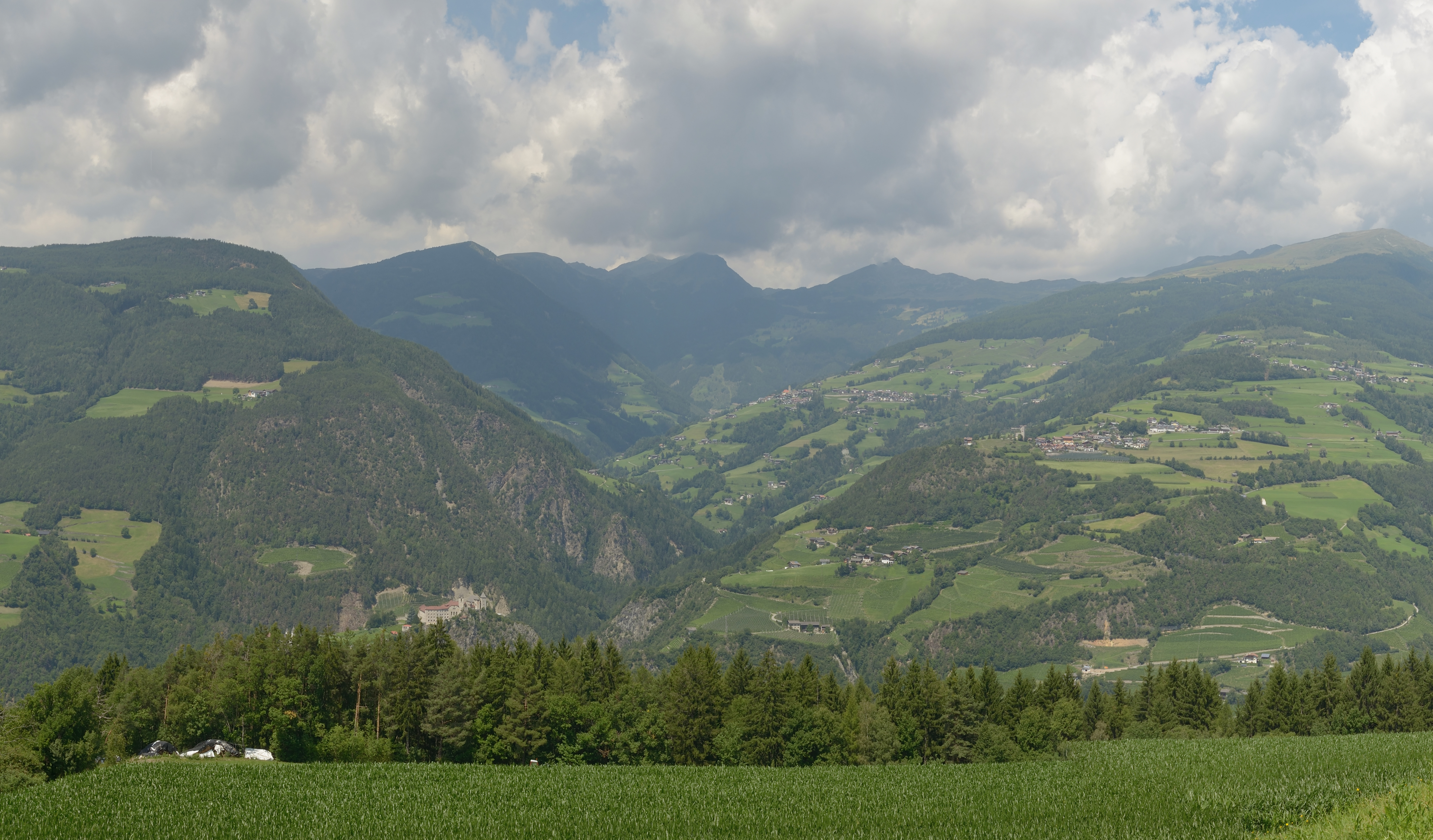
Blick von der Ostseite des Eisacktals Richtung Nordwesten in das Tinnetal mit Verdings und Latzfons

Das Tinnetal (auch Thinnetal) ist das vom Tinnebach entwässerte orographisch rechte Seitental des Eisacktals in Südtirol. Es zweigt bei der Stadt Klausen ab und führt zunächst Richtung Nordwesten, später Richtung Westen in die Sarntaler Alpen hinein. Administrativ ist es zwischen den Gemeinden Klausen und Villanders aufgeteilt.

## Verlauf
Das Tinnetal wird in seinem Anfangsbereich knapp südlich des Klausner Stadtzentrums vom Eisacktal durch den Säbener Berg abgetrennt und strebt grob in nordwestliche Richtung. Nordseitig über dem engen, teils schluchtartigen Talboden (daher auch die Bezeichnung Tinneschlucht) bieten Mittelgebirgsterrassen Platz für die Siedlungsflächen von Verdings und Latzfons. Etwa ab der Höhe von Schloss Gernstein streicht der Talverlauf in westliche Richtung. Das Tal endet schließlich im Quellgebiet des Tinnebachs auf der Villanderer Alm.

## Geologie
Geologisch besteht das Einzugsgebiet des Tinnebachs, besonders im nördlichen Bereich, wie im Eisacktal im Allgemeinen, aus Quarzphyllit. Im südlichen Bereich reicht die Villnößer Bruchlinie bis in das Tinnetal. In diesem Bereich besteht der Untergrund hauptsächlich aus Diorit. Aufgrund des hohen Anteils an grüner Hornblende wird der hier anstehende Diorit als Klausenit bezeichnet. Auf der Südseite des Tinnetals befindet sich mit dem Bergwerk Villanders am Pfunderer Berg eines der ehemals wichtigen Südtiroler Silberabbaugebiete.